# Neobatrachus fulvus
Neobatrachus fulvus és una espècie de granota que viu a Austràlia.